# Dominique Jean Larrey
Dominique Jean Larrey, född 8 juli 1766, död 25 juli 1842, var en fransk läkare och baron. Han var bror till Claude François Hilaire Larrey och far till Félix Hippolyte Larrey.
Larrey var sin tids störste franske militärkirurg. Han omorganiserade och förbättrade krigssjukvården samt ordnade bland annat, att de sårade omedelbart omhändertogs, vilket förut ej varit fallet. Han skapade den första dedikerade vagnen (ambulans) för att plocka upp sårade på fältet. Larrey deltog i alla Napoleons fälttåg och uppskattades mycket av denne, blev adlad och rönte även andra utmärkelser. Han är författare till ett flertal skrifter inom krigskirurgins område.